# نیسان آریا
نیسان آریا یک خودروی الکتریکی کراس اوور کامپکت اس‌یووی است که توسط تولیدکننده خودرو ژاپنی نیسان در کارخانه خود در توچیگی و از ژوئیه سال ۲۰۲۰ برای مدل ۲۰۲۱ تولید می‌شود. هدف تولید برای فروش در ایالات متحده در نیمه دوم سال ۲۰۲۱ برای مدل سال ۲۰۲۲ برنامه‌ریزی شده‌است.
به گفته نیسان با آمدن شاسی‌بلند الکتریکی جدیدش با نام آریا، فصل تازه‌ای در تاریخ این کارخانه آغاز خواهد شد.

## نام
نام این خودرو از نام ایرانی آریا گرفته شده‌است. پیش از این نیز نیسان از نام اقوام ایرانی برای نامگذاری محصولاتش استفاده کرده‌است. این شرکت، شاسی‌بلند دیگری به نام قشقایی در محصولاتش دارد و رنو، شریک نیسان هم یکی از مدل‌هایش را قاجار نامیده‌است.

## ماشین مفهومی
خودروی مفهومی نیسان آریا در ۲۴ اکتبر ۲۰۱۹ در نمایشگاه اتومبیل توکیو ۲۰۱۹ معرفی شد. سازنده اطلاعاتی را در مورد ظرفیت باتری مورد استفاده در تولید آریا منتشر نکرده‌است، اما نشان داد که با جریان مستقیم (DC) سازگار با استاندارد CHAdeMO شارژ می‌شود. در ۵٫۱ ثانیه از صفر به ۶۰ مایل در ساعت می‌رسد.

## تولید
نسخه تولیدی آریا که قرار است در سال ۲۰۲۱ با قیمت اولیه ۴۰۰۰۰ دلار وارد بازار شود، در ژوئیه سال ۲۰۲۰ رونمایی شد.